# 寝癖

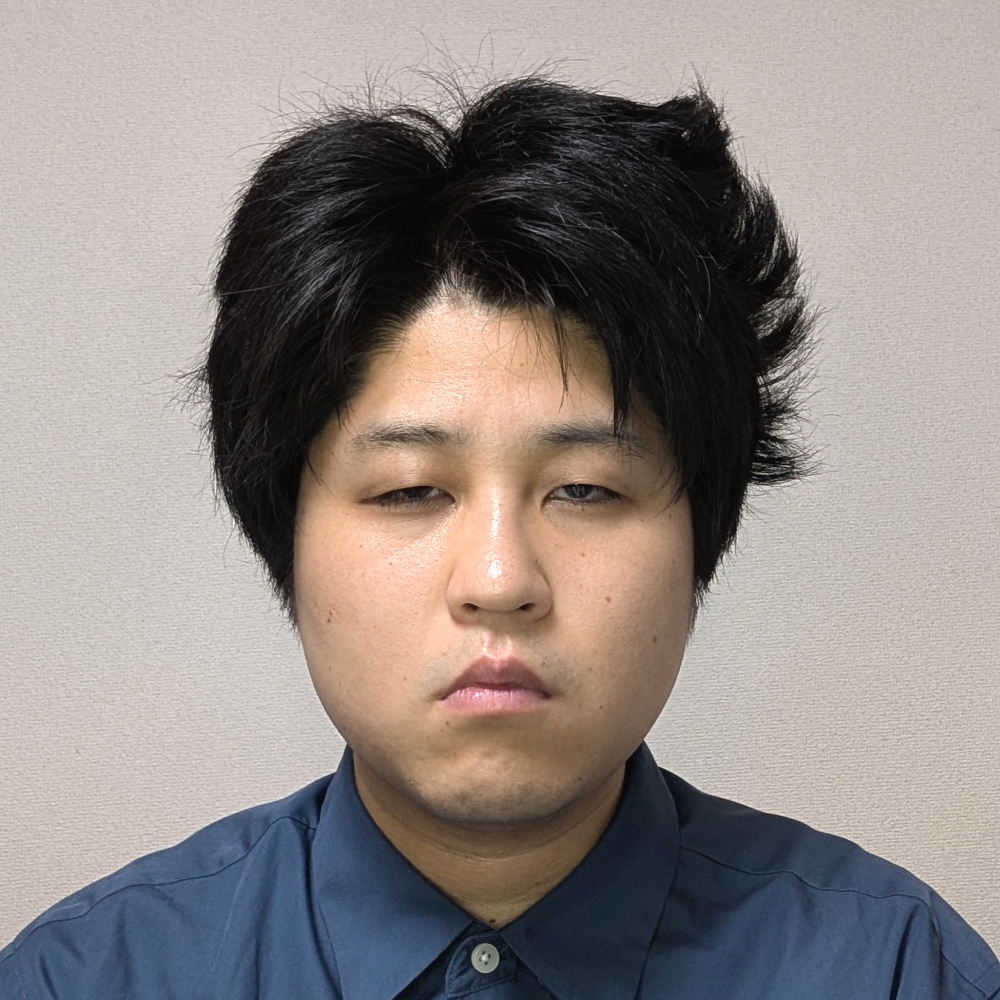
寝癖がついた男性

寝癖（ねぐせ）は、起床時に毛髪が崩れた状態となること。
就寝時に常に同じ体勢を取ることによって、発汗し蒸されて柔らかくなった毛髪が、自然状態ではあり得ない状態で固化する。
櫛やヘアブラシを使い、水や寝癖直し、または熱湯に浸したタオルを頭にかぶせることによって直す（時間があれば、ヘルメットをかぶって直す手もある）。
寝癖は「髪の長さ」や「髪の質」や「就寝時の体勢（臥位）」などによって大きく変化し、そのため人によってなりやすい寝癖も違ってくる。また、「いつも寝てばかりいる癖」や「寝相」などを「寝癖」ということもある。